# نهر أومو
نهر أومو هو نهر هام في جنوب إثيوبيا، ويصب في بحيرة توركانا في الحدود مع كينيا.